# Стандіш (Мен)
Стандіш (англ. Standish) — місто (англ. town) в США, в окрузі Камберленд штату Мен. Населення — 10 244 особи (2020).

## Демографія
Згідно з переписом 2010 року, у місті мешкали 9874 особи в 3518 домогосподарствах у складі 2572 родин. Було 4425 помешкань
Расовий склад населення:
| - 97,3 % — білих - 0,5 % — чорних або афроамериканців - 0,5 % — азіатів - 0,3 % — корінних американців |

До двох чи більше рас належало 1,2 %. Частка іспаномовних становила 0,8 % від усіх жителів.
За віковим діапазоном населення розподілялося таким чином: 21,7 % — особи молодші 18 років, 68,1 % — особи у віці 18—64 років, 10,2 % — особи у віці 65 років та старші. Медіана віку мешканця становила 38,8 року. На 100 осіб жіночої статі у місті припадало 96,9 чоловіків;  на 100 жінок у віці від 18 років та старших — 92,3 чоловіків також старших 18 років.
Середній дохід на одне домашнє господарство  становив 82 590 доларів США (медіана — 73 295), а середній дохід на одну сім'ю — 96 770 доларів (медіана — 90 923). Медіана доходів становила 52 946 доларів для чоловіків та 41 463 долари для жінок. За межею бідності перебувало 6,2 % осіб, у тому числі 6,7 % дітей у віці до 18 років та 7,5 % осіб у віці 65 років та старших.
Цивільне працевлаштоване населення становило 5625 осіб. Основні галузі зайнятості: освіта, охорона здоров'я та соціальна допомога — 26,5 %, фінанси, страхування та нерухомість — 9,7 %, роздрібна торгівля — 9,5 %.